# Бєлозерки (Московська область)
Бєлозерки (рос. Белозерки) — село у складі міського поселення Клин Клинського району Московської області Російської Федерації.

## Розташування
Село Бєлозерки входить до складу міського поселення Клин, воно розташовано на березі річки Сестра. Найближчі населені пункти Борозда, Давидково. Найближча залізнична станція Клин.

## Населення
Станом на 2010 рік у селі проживало 49 людей